# Giambattista Vico
Giambattista Vico of Giovan Battista Vico (Napels, 23 juni 1668 - aldaar, 23 januari 1744) was een Italiaans filosoof, jurist en een voorloper van de geschiedfilosofie.

## Leven
Vico omschrijft zichzelf in zijn autobiografie als autodidact, hoewel hij onderwijs genoot bij onder andere de jezuïeten. Hij was onder meer werkzaam als hoogleraar in de retorica aan de universiteit van Napels en als geschiedschrijver van Karel III van Spanje, die ook Koning van Napels was geweest.

## Opvattingen
Vico was een fel tegenstander van het toen opkomende cartesianisme. Zijn voornaamste werk is de Principi di Scienza Nuova d'intorno alla Comune Natura delle Nazioni uit 1725 waarin hij uitging van de menselijke beschavingsgeschiedenis, die zich ontvouwt als een geheel van elkaar opvolgende ontwikkelingscycli. In het werk stelde Vico dat iedere maatschappij zich ontwikkelt van barbarij tot beschaving om uiteindelijk wederom in barbarij te vervallen. Hij onderscheidt daartoe in de Principi di una scienza nuova de volgende fasen in een beschaving:
1. Het tijdvak der goden: opkomst van religie, van het gezin en van andere elementaire instellingen.
2. Het tijdvak van de helden: het volk gaat gebukt onder het juk van de heersende adel
3. Het tijdvak van de mensen: het volk komt in opstand en verwerft gelijkheid. Met dit proces wordt ook meteen het begin van het uiteenvallen van de maatschappij ingeluid.

Hoewel Vico in zijn eigen tijd vooral als filoloog bekendheid genoot, werd zijn invloed als auteur van de Principe di Scienza Nuova zeer groot in het begin van de 19e eeuw. Jules Michelet vertaalde zijn Principe in het Frans in 1835 en beschrijft Vico als een geschiedfilosoof. Ook Benedetto Croce, James Joyce en Giovanni Gentile, alsmede Georges Sorel werden door Vico beïnvloed.

## Voorloper?
Giambattista Vico is in de 20e eeuw herontdekt en in verband gebracht met de meest uiteenlopende stromingen in het Europese denken, zowel met het eerdere thomisme als met ontwikkelingen van na zijn tijd: neo-idealisme, positivisme, historisch materialisme, constructivisme, pragmatisme, existentialisme, hermeneutiek, psychoanalyse, analytische taalfilosofie, enzovoort. Tegen deze interpretaties van Vico als voorloper is verzet gerezen. Zo wordt in het proefschrift van Joest 't Hart eerst een analyse gegeven van het ontstaan van Vico's opvattingen in zijn vroege juridische en staatkundige studies. Vervolgens wordt zijn latere wijsgerige denken, met alle aandacht voor de originaliteit, ingepast in zijn eigen tijd: de vroege Verlichting.
- Bibsys: 90104486
- Biblioteca Nacional de España: XX1642546
- Bibliothèque nationale de France: cb11928192z (data)
- Catàleg d'autoritats de noms i títols de Catalunya: 981058515084806706
- CiNii: DA01188511
- Gemeinsame Normdatei: 118626833
- International Standard Name Identifier: 0000 0001 2101 6464
- Library of Congress Control Number: n79040143
- Nationale Bibliotheek van Letland: 000073581
- Bibliotheek van het Japanse parlement: 00459738
- Nationale Bibliotheek van Tsjechië: jn19981002328
- Nationale bibliotheek van Australië: 36204703
- Nationale Bibliotheek van Israël: 987007295215205171
- Nationale Bibliotheek van Polen: a0000001182136
- Nationale en Universitaire bibliotheek Zagreb: 000100817
- Nederlandse Thesaurus van Auteursnamen: 068390904
- Réseau des bibliothèques de Suisse occidentale: 02-A000172501
- Istituto Centrale per il Catalogo Unico: CFIV090627
- LIBRIS: 200298
- SNAC: w6df839b
- Système universitaire de documentation: 027183890
- Trove: 1228907
- Union List of Artist Names: 500218337
- Virtual International Authority File: 59090329
- WorldCat: E39PBJrWFTjrTbXqhpBXFwwXBP